# 成均館大学校
成均館大学校（ソンギュングァンだいがっこう、朝鮮語: 성균관대학교、英語: Sungkyunkwan University）は、大韓民国のソウル特別市鐘路区に本部を置く私立大学。
韓国で初めて設立された大学である。1398年に設立された李氏朝鮮（朝鮮王朝）の最高教育専門機関である成均館を母体と見なし、東アジアで最古の教育機関の一つとも言える。人文社会科学キャンパス（ソウル特別市）には文系と芸術系の学部が、自然科学キャンパス（水原市）には理系と体育系の学部がそれぞれ置かれている。1996年11月にサムスンが財団を買収し、韓国ではサムスングループのサポートを受けている大学として知られる。
こういった支援により、韓国では唯一ソウル大学の地位に匹敵する最上位圏名門大の扱いを受けている。実際、一部の調査ではソウル大学よりも高い順位にランクされる場合もあり、最近では様々な分野での追い越しも見られる。
特異点としては日本語日文学科がない。これは留学者であり大日本帝国に対抗した独立運動家だった、初代総長兼実質的な現代式大学設立者の金昌淑（1879~1962）の遺言に、「この大学では日本語を教えてはいけない」という内容が含まれていたからである。しかし、時代が変わりのちに日本学専攻が設置された。日本人留学生も当然入学することができる。

## 歴史
- 1398年 - 前身である成均館成立。[6][7]
- 1945年 - 儒学者らの要請によって成均館大学期成会が設立される。
- 1946年 - 成均館大学（성균관대학）設立。
- 1953年 - 成均館大学校となる。
- 1963年 - 財団法人成均館大学を学校法人成均館大学校に改編。
- 1979年 - 自然科学キャンパス竣工。
- 1990年 - 建学600周年記念事業会設立。
- 1996年 - サムスン財団が学校運営に参加。
- 1998年 - 建学600周年記念式を挙行。
- 2004年 - マサチューセッツ工科大学スローン・スクール・オブ・マネジメントと共同で経営大学院（SKK Graduate School of Business、SKK GSB）を新設。

## 組織

### 学部
- 学部大学
- 儒学大学
  - 儒学・東洋学科
- 文科大学
  - 国語国文学科
  - 英語英文学科
  - フランス語文学科
  - 中国語中国文学科
  - 独語独文学科
  - ロシア語文学科
  - 漢文学科
  - 史学科
  - 哲学科
  - 文献情報学科
- 法科大学
- 社会科学大学
  - グローバルリーダー学部
  - 行政学科
  - 政治外交学科
  - メディアコミュニケーション学科
  - 社会学科
  - 社会福祉学科
  - 心理学科
  - 消費者家族学科
  - 児童・青少年学科
- 経済大学
  - 経済学科
  - 統計学科
  - グローバル経済学科
- 経営大学
  - 経営学科
  - グローバル経営学科
- 師範大学
  - 教育学科
  - 漢文教育科
  - 数学教育科
  - コンピュータ教育科
- 芸術大学
  - 美術学科
  - デザイン学科
  - 舞踊学科
  - 映像学科
  - 演技芸術学科
  - 衣装学科
- 自然科学大学
  - 生命科学科
  - 数学科
  - 物理学科
  - 化学科
- 情報通信大学
  - 電子電気工学部
  - コンピュータ工学科
  - ソフトウェア学科
  - 半導体システム工学科
- 工科大学
  - 化学工学部
  - 高分子システム工学科
  - 新素材工学部
  - 建築学科
  - 機械工学部
  - 建築工学科
  - 造景学科
  - 社会環境システム工学科
  - システム経営工学科
- 生命工学大学
  - 食品生命工学科
  - バイオメカトロニックス学科
  - 遺伝工学科
- スポーツ科学大学
  - スポーツ科学科
- 薬学大学
- 医学大学

### 大学院

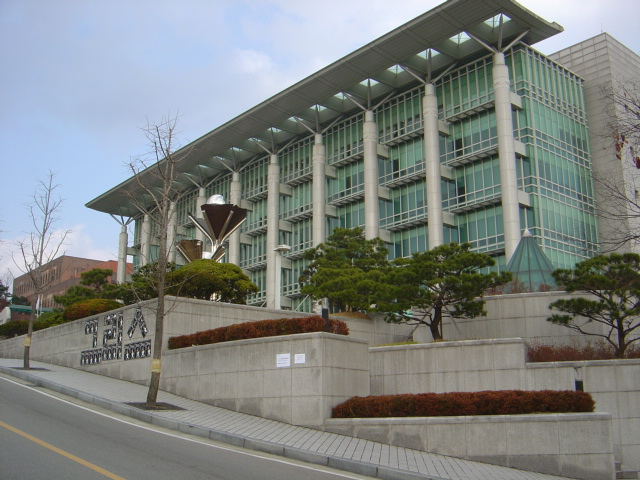
成均館大学校600周年記念館

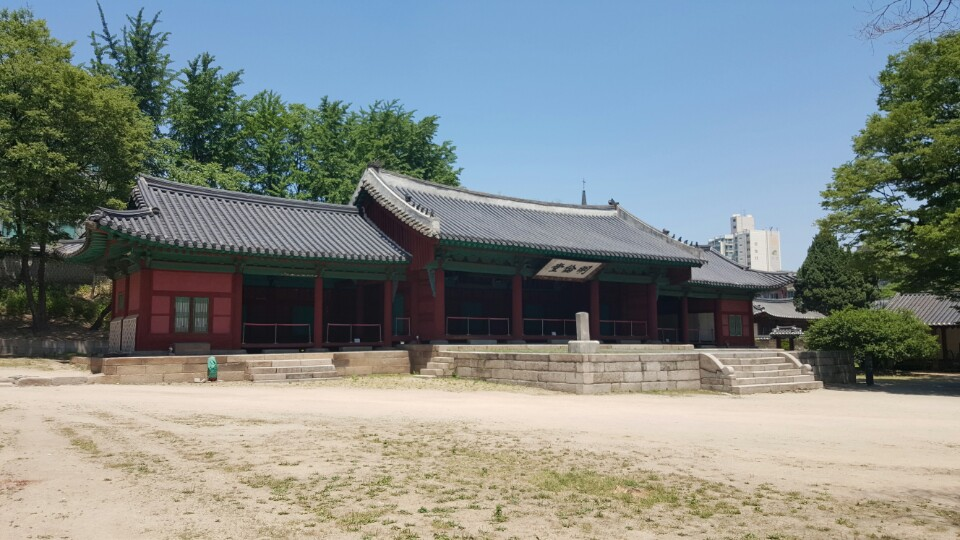
明倫堂

人文社会系列
- 儒学科
- 韓国哲学科
- 東洋哲学科
- 国語国文学科
- 英語英文学科
- フランス語文学科
- 中国語中国文学科
- 独語独文学科
- ロシア語文学科
- 漢文学科
- 史学科
- 哲学科
- 文献情報学科
- 法学科
- 政治外交学科
- 貿易学科
- メディアコミュニケーション学科
- 社会学科
- 社会福祉学科
- 経済学科
- 心理学科
- 統計学科
- 教育学科
- 児童学科
- 消費者家族学科
- 教科教育学科
- 人材開発学科東アジア学科
- インタラクションサイエンス学科

芸術体育系列
- 美術学科
- デザイン学科
- 舞踊学科
- 映像学科
- スポーツ科学科
- 衣装学科

自然科学系列
- 生命科学科
- 数学科
- 物理学科
- 化学科
- 生命工学科
- 薬学科
- 産業薬学科
- エネルギー科学科

工学系列
- 電子電気コンピュータ工学科
- 携帯電話学科
- 移動通信工学科
- 半導体ディスプレイ工学科
- 化学工学科
- 産業工学科
- 機械工学科
- 建築学科
- 造景学科
- 土木建設環境システム工学科
- 高分子工学科
- 新素材工学科
- ナノ科学技術協同学部
- MOT（技術経営）学科
- 組み込みソフトウェア学科
- 超高層長大橋梁学科
- u-City工学科

医学系列
- 医学科

### 特殊大学院
- 儒学大学院
  - 儒教経典・礼学専攻
  - 書芸学専攻
- 教育大学院
  - 教育行政専攻
  - 倫理教育専攻
  - 国語教育専攻
  - 漢文教育専攻
  - 英語教育専攻
  - 歴史教育専攻
  - 一般社会教育専攻
  - 産業情報教育専攻
  - 数学教育専攻
  - 体育教育専攻
  - 生物学教育専攻
  - 物理学教育専攻
  - 化学教育専攻
  - 幼児教育専攻
  - 相談教育専攻
  - 四書学教育専攻
  - 中国語教育専攻
  - コンピュータ教育専攻
- 科学技術大学院
  - u-CITY建設工学専攻
  - 建築学専攻
  - 運動処方と肥満クリニック学科
- 国家戦略大学院
  - 国家戦略学科
- 言論情報大学院
  - 言論媒体学専攻
  - 広告広報学専攻
  - 文化コンテンツ専攻
- 情報通信大学院
  - 情報通信工学科
  - コンピュータ工学科
  - 情報通信政策学科
  - 情報保護学科
  - 映像メディア学科
- デザイン大学院
  - 視覚デザイン専攻
  - 公共建築ガバナンス専攻
  - デザインマネージメント専攻
  - 環境デザイン専攻
  - ファッション学専攻
- 翻訳・TESOL大学院
  - 翻訳学科
  - TESOL学科
- 生活科学大学院
  - 生活礼節・茶道専攻
  - 保育経営専攻
- 社会福祉大学院
  - 社会福祉政策専攻
  - 社会福祉実践専攻
- 臨床薬学大学院
  - 臨床薬学科
  - 保険社会薬学科
- 臨床看護大学院
  - 臨床看護学科
  - 臨床看護行政学科
- 経営大学院（iMBA）
  - 経営学科

### 専門大学院
- 経営専門大学院
  - 経営学科（MBA分野、EMBA分野、GSB分野、MS in Accounting / Management分野、学術研究分野）
  - 保険金融学科
- 国政管理大学院
  - 国政管理学科
- 中国大学院
  - 中国経済管理学科
- 法学専門大学院
- 医学専門大学院
  - 医学科

## 著名な出身者・在学者
- 曺喜大（大法院長として指名）
- 朴炳錫[8]（元国会議長）
- 兪銀惠（元教育部長官）
- 黄教安[9]（元大統領権限代行）
- 李完九[10]（元国務総理）
- 鄭烘原[11]（元国務総理）
- 金衍洙[12]（小説家）
- 金炳賢（元プロ野球選手）- 中途退学[13]
- ソン・ジュンギ[14]（俳優）
- キム・ナムジュ[15]（歌手）
- ク・ヘソン[14]（映画監督）
- ジヒョク[16]（俳優）
- チ・ヒョヌ（俳優）
- チャ・ウヌ[17]（俳優）
- チャ・スンウォン[18]（俳優）
- チュウォン[14]（俳優）
- パク・チュミ[18]（女優）
- ヒョミン[19]（歌手）
- ペ・ヨンジュン（俳優）- 中途退学[20]
- ムン・ガヨン[21]（女優）
- ムン・グニョン[22]（女優）
- ムン・ソリ[23]（映画監督）